# Альфа-нуклід
Альфа-нуклід — нуклід, який складається з цілого числа альфа-частинок. Альфа-нукліди мають однакову парну кількість протонів і нейтронів. Вони важливі для зоряного нуклеосинтезу, оскільки умови всередині зір сприяють синтезу альфа-частинок у важчі ядра. Стабільні альфа-нукліди та стабільні продукти розпаду радіоактивних альфа-нуклідів є одними з найпоширеніших металів у Всесвіті.
Альфа-нуклідами також іноді скорочено називають альфа-радіонукліди, тобто ті радіоактивні ізотопи, які піддаються альфа-розпаду і, таким чином, випускають альфа-частинки.

## Список альфа-нуклідів
| Кількість α-частинок | Нуклід | Стабільність           | Розпад | Період напіврозпаду | Пробукти розпаду (жирним стабільні) | Енергія α-розпаду |
| -------------------- | ------ | ---------------------- | ------ | ------------------- | ----------------------------------- | ----------------- |
| 1                    | 4He    | Стабільний             |        |                     |                                     |                   |
| 2                    | 8Be    | Радіоактивний          | α      | 8.19(37)×10−17 с    | 4He                                 | +0.09184MeV       |
| 3                    | 12C    | Стабільний             |        |                     |                                     | -7.36659MeV       |
| 4                    | 16O    | Стабільний             |        |                     |                                     | -7.16192MeV       |
| 5                    | 20Ne   | Стабільний             |        |                     |                                     | -4.72985MeV       |
| 6                    | 24Mg   | Стабільний             |        |                     |                                     | -9.31656MeV       |
| 7                    | 28Si   | Стабільний             |        |                     |                                     | -9.98414MeV       |
| 8                    | 32S    | Стабільний             |        |                     |                                     | -6.94766MeV       |
| 9                    | 36Ar   | Спостережно стабільний |        |                     |                                     | -6.64092MeV       |
| 10                   | 40Ca   | Спостережно стабільний |        |                     |                                     | -7.03978MeV       |
| 11                   | 44Ti   | Радіоактивний          | EC     | 60.0(11) р          | 44Sc → 44Ca                         | -5.1271MeV        |
| 12                   | 48Cr   | Радіоактивний          | β+     | 21.56(3) год        | 48V → 48Ti                          | -7.698MeV         |
| 13                   | 52Fe   | Радіоактивний          | β+     | 8.275(8) год        | 52Mn → 52Cr                         | -7.936MeV         |
| 14                   | 56Ni   | Радіоактивний          | β+     | 6.075(10) д         | 56Co → 56Fe                         | -8.0005MeV        |
| 15                   | 60Zn   | Радіоактивний          | β+     | 2.38(5) хв          | 60Cu → 60Ni                         | -2.6917MeV        |
| 16                   | 64Ge   | Радіоактивний          | β+     | 63.7(25) с          | 64Ga → 64Zn                         | -2.566MeV         |
| 17                   | 68Se   | Радіоактивний          | β+     | 35.5(7) с           | 68As → … → 68Zn                     | -2.299MeV         |
| 18                   | 72Kr   | Радіоактивний          | β+     | 17.16(18) с         | 72Br → … → 72Ge                     | -2.176MeV         |
| 19                   | 76Sr   | Радіоактивний          | β+     | 7.89(7) с           | 76Rb → … → 76Se                     | -2.73MeV          |
| 20                   | 80Zr   | Радіоактивний          | β+     | 4.6(6) с            | 80Y → … → 80Kr                      |                   |
| 21                   | 84Mo   | Радіоактивний          | β+     | 3.8(9) мс           | 84Nb → … → 84Sr                     |                   |
| 22                   | 88Ru   | Радіоактивний          | β+     | 1.3(3) с            | 88Tc → … → 88Sr                     |                   |
| 23                   | 92Pd   | Радіоактивний          | β+     | 1.1(3) с            | 92Rh → … → 92Mo                     |                   |
| 24                   | 96Cd   | Радіоактивний          | β+     | ~1 с                | 96Ag → … → 96Ru                     |                   |
| 25                   | 100Sn  | Радіоактивний          | β+     | 1.1(4) с            | 100In → … → 100Ru                   |                   |
| 26                   | 104Te  | Радіоактивний          | α      | <18 нс              | 100Sn → … → 100Ru                   | +5.10MeV          |
| 27                   | 108Xe  | Радіоактивний          | α      | 58+106−28 мкс       | 104Te → 100Sn → … → 100Ru           | +4.57MeV          |

Станом на 2018 рік, найважчим відомим альфа-нуклідом є ксенон-108.